# Павленко Анатолій Михайлович
Анато́лій Миха́йлович Павле́нко (9 червня 1963 р., м. Дніпродзержинськ) — український науковець, доктор технічних наук (з 2002 року, спеціальність — Технічна теплофізика та промислова теплоенергетика); професор (з 2003 року). Дійсний член Академії наук вищої освіти України.
Індекс Гірша — 9.
Науковий напрям роботи — теплофізика дисперсних середовищ.
Коло наукових інтересів: математичне моделювання теплофізичних процесів, що відбуваються в рідинах в метастабільному стані.

## З творчої біографії
З 1993 р. працював в системі Міністерства освіти і науки України, зокрема в Дніпропетровському національному університеті ім. О. Гончара, Дніпродзержинському державному технічному університеті, Запорізькій інженерній академії та ін.
Кандидатську дисертацію зі спеціальності «Технічна теплофізика та промислова теплоенергетика» захистив у 1993 р. У 1996 р. присвоєно вчене звання доцента кафедри промислової теплоенергетики Дніпродзержинського державного технічного університету.
З 1997 р. по 2000 р. навчався в докторанті при кафедрі прикладної газової динаміки та тепломасообміну Дніпропетровського національного університету. В 2003 р. захистив дисертацію на здобуття наукового ступеня доктора технічних наук зі спеціальності «Технічна теплофізика та промислова теплоенергетика».
Основні місця роботи і посади:
- 1997 — 2001 рр. — професор кафедри газової динаміки та тепломасообміну Дніпропетровського національного університету ім. О. Гончара (основна робота);
- 1999 — 2006 рр. — запрошений професор в Національній металургійній академії (за сумісництвом);
- 2006 — 2009 рр. — запрошений професор в Запорізькій інженерній академії (за сумісництвом);
- 2003 — 2016 рр. — завідувач науково-дослідної лабораторії «Теплофізика дисперсних систем» — спільна з ІТТФ НАН України (за сумісництвом);

З 2012 р. декан факультету нафти і газу та природокористування ПолтНТУ, завідувач кафедри теплогазопостачання, вентиляції та теплоенергетики ПолтНТУ .
Голова спеціалізованої вченої ради (05.14.06 — Технічна теплофізика та промислова теплоенергетика).
Читає такі основні навчальні курси (українською, російською, англійською та польською мовами):
- — «Тепломасообмін»;
- — «Термодинаміка» ;
- — «Гідравлика»;
- — «Газодинаміка»;
- — «Теплофізика»;
- — Теплофізика будівель .

Керує аспірантурою та докторантурою за спеціальністю «Технічна теплофізика та промислова теплоенергетика».
Підготував 14 кандидатів наук та 2 докторів наук.
Основна тематика:
- термодинамічна гомогенізація (рідкі палива, пасти з заданими фізичними властивостями і т. і.);
- теплофізика пористих матеріалів (нові теплоізоляційні матеріали, фільтри і т. і.);
- нетрадиційна енергетика:
- виробництво біогазу та піролізного газу;
- виробництво штучних газових гідратів (метану).

З 2013 по 2016 р. працював деканом Факультету нафти і газу та природокористування Полтавського національного технічного університету.
З 2017 р. працює в Кельцеський технологічний університет, факультет екології, геоматики та енергетики, кафедра будівельної фізики та відновлюваної енергетики (Politechnika Świętokrzyska Wydział Inżynierii Środowiska, Geomatyki i Energetyki Katedra Fizyki Budowli i Energii Odnawialnej).

## Творчий доробок
Опублікував: 317 наукових друкованих праць, з яких 12 наукових монографій, 32 патенти на винаходи, 2 навчальних посібники, інші — наукові статті в фахових виданнях, що друкуються в Україні, в Росії, США, Франції, Казахстані, Угорщині, Чехії, Польщі, Англії, Китаї.
Основні практичні розробки, що запатентовані та мають промислове застосування:
- — технології та обладнання для гомогенізації рідин, гелів та паст;
- — технології та пристрої для емульгування рідких палив (мазутів);
- — технології та пристрої для формування пористих матеріалів;
- — нові пористі теплоізоляційні матеріали;
- — виробництво штучних газових гідратів;
- — теплофізика будівель.

## Участь в міжнародних освітніх проектах
- — Викладав лекції по спецкурсу тепломасообміну англійською мовою в Пекінському університеті нафти і газу (2013 рік),

- — Відкриті лекції в Університеті Тузли, та Університеті Сараєво (Боснія — Герцеговина).

- — Брав участь в 6 міжнародних виставках в Польщі (2011,2012, 2013 рр.), Китаї (2013 р.), Туркменістані (2013 р.).

- — Отримав грант в Англії (Компанія Шелл, «Дослідження виробництва газових гідратів метану — розроблено технологію отримання гідратів метану»).

- — Грант на Європейські дослідження з енергетики на 2014 рік «Балтійський кластер CLUSTRAT» (Литва).

- — Проводив наукові семінари в Інституті рідинних машин Польської академії наук (2014 рік).

- — Співпрацює з Кошалінським політехнічним університетом та Технолого-гуманітарним університетом м. Радом.

- — Організатор та голова 1 Міжнародної науково-практичної (щорічної) конференції «Проблеми енергетики, будівництва та природокористування» (Кошалін, 2016 рік).

- — Головний редактор міжнародної наукової збірки «Energy. Energy saving and rational nature use», що видається в університеті м. Радом (Польща) англійською мовою.

## Нагороди: та відзнаки
- Павленко А. М. нагороджений Почесною грамотою Міністерства освіти і науки України за багаторічну сумлінну працю, вагомий внесок у розвиток наукової сфери та з нагоди Дня науки (2007 рік);
- має почесне звання Відмінник освіти України.